# Saint-Germain-Chassenay
Saint-Germain-Chassenay é uma comuna francesa na região administrativa de Borgonha-Franco-Condado, no departamento Nièvre. Estende-se por uma área de 23,31 km². Em 2010 a comuna tinha 323 habitantes (densidade: 13,9 hab./km²).